# 東大阪市立孔舎衙東小学校
東大阪市立孔舎衙東小学校（ひがしおおさかしりつ くさかひがししょうがっこう）は、大阪府東大阪市日下町にある公立小学校。

## 沿革
- 1980年（昭和55年）4月1日 - 東大阪市立孔舎衙小学校から分離して開校。

## 通学区域
- 池之端町5～11番、日下町1丁目1～8番、9番1～20号、22～55号、日下町2～3丁目、日下町6丁目8～10番、日下町7～8丁目、善根寺町1丁目、善根寺町6丁目、日下町1丁目9番21号（石切東小学校及び石切中学校の通学区域を除く。）[1]

## 進路状況
ほとんどの児童は東大阪市立孔舎衙中学校へ進学するが、国私立中学校へ進学する児童もいる。

## 著名な出身者
- 井山裕太 - 囲碁棋士
- 登里享平 - サッカー選手
- 藤春廣輝 - サッカー選手